# إميلي نيكولا
إميلي نيكولا (بالنرويجية البوكمول: Emilie Nicolas)‏ هي كاتبة غنائية ومغنية نرويجية، ولدت في 26 نوفمبر 1987 في Bekkestua ‏ في النرويج.

## وصلات خارجية
- الموقع الرسمي
- إميلي نيكولا على موقع IMDb (الإنجليزية)
- إميلي نيكولا على موقع ميوزك برينز (الإنجليزية)
- إميلي نيكولا على موقع ديسكوغز (الإنجليزية)